# Lavoslav Abram
‎
Lavoslav Abram - Stanko, slovenski četniški častnik, * 20. februar 1909, Sinj (Hrvaška), † 12. oktober 1943, Mozelj.

## Življenje in delo
Končal je šolo nižje Vojaške akademije v Beogradu (1930) in do začetka 2. svetovne vojne dosegel čin kapetana 1. razreda (stotnik). Služboval je v Celju, Štipu, Kragujevcu, Karlovcu in Dravogradu. Po okupaciji 1941 je živel v Ljubljani. Maja 1942 so ga fašisti aretirali in poslali v Koncentracijsko taborišče Gonars. Po vrnitvi poleti 1943 se je na Dolenjskem pridružil Centralnemu slovenskemu četniškemu odredu in bil v njem komandant 2. bataljona. Po napadu Šercerjeve brigade na Grčarice je bil 10. septembra 1943 med 171 ujetniki tudi Abram. Po zaslišanju v Kočevju je bil na sodnem procesu obsojen na smrt in 12. oktobra ustreljen.